# Ptochophyle westi
Ptochophyle westi là một loài bướm đêm trong họ Geometridae.